# Ngöbe-buglé (ètnia)
Els ngöbe–buglé són la unió de dos pobles indígenes de Panamà occidental, els guaymís (Ngöbe) i els bokota (buglé). Viuen a la zona alta de les províncies de Bocas del Toro i Chiriquí i a les planures àrides de la província de Veraguas. Tenen una reserva consunta, la comarca Ngöbe-Buglé.

## Història
El territori o comarca Ngöbe–Buglé fou establit el 7 de març de 1997 per la llei 10. Algunes de les viles més importants a la comarca són Culantro, Cascabel, Mununi, Piedra Roja, i Rio Luis.
Segons el cens nacional de 2000, hi havia un total de 110,080 ngäbe i buglé a Panamà, constitutïnt el 63,6% de la població indígena. La majoria d'ells són guaymís.

## Etnografia
Les dones porten vestits llargs decorats amb bandes simètriques de falques de colors, mentre que els homes usen roba occidental. Tanmateix durant les cerimònies balsería, on l'home més fort guanya, es vesteixen amb plomes d'aus exòtiques i es pinten les cares amb formes geomètriques, generalment en negre, blanc i vermell. Els accessoris més famosos són les chaquiras, collarets de comptes que representen motius geomètrics i línies de colors forts.
Viuen en barraques, en general a prop dels rius. Els ngobe-buglé es dediquen a la pesca, cacera i també crien gossos, vaques, pollastres i porcs. Tradicionalment els ngäbe-buglé castigaven severament l'adulteri i celebraven cerimònies com l'aguito, chicherías i clarias.